# اخلاق پزشکی
اخلاق پزشکی (به انگلیسی: Medical ethics) سیستمی از اصول و قواعد اخلاقی است که ارزش‌ها و قضاوت‌ها را در حوزه پزشکی بکار می‌گیرد. به عنوان یک رشته علمی، اخلاق پزشکی کاربردهای عملی خودش را در موقعیت‌های بالینی هم‌زمان با کار روی تاریخ، فلسفه، الهیات و جامعه‌شناسی در برمی‌گیرد.

## تاریخچه
از نظر تاریخی، اخلاق پزشکی جهان غرب دستورالعملهایی در خصوص تعهد پزشکان در طول تاریخ و در دوران باستان، از جمله سوگندنامه بقراط و آموزش‌ها و تعالیم مسیحیت، اسلام و یهودیت را دنبال کند. اولین اصول اخلاق پزشکی فرمول کومیتیس آرشیاتوروم در قرن پنجم و در سلطنت اُستروژوتیس شاه تئودوریس به چاپ رسیده‌است. در قرون وسطی و اوایل عصر جدید، این حوزه مدیون پزشک مسلمان اسحاق بن علی رهاوی (نویسنده کتاب اعمال و رفتار یک پزشک؛ اولین کتاب اختصاصی اخلاق پزشکی) و محمدبن زکریای رازی (در غرب به رازی شهرت یافته) همین‌طور اندیشمندان یهود از قبیل موسی بن میمون، متفکرین کلیسای کاتولیک، مانند تامس آکویناس و تحلیل‌های مورد گرایانه از الهیات اخلاقی کاتولیک، بوده‌است. این سنت فکری در اخلاق پزشکی کاتولیک، اسلامی و یهود ادامه پیدا کرده‌است. در قرن‌های ۱۸و ۱۹ اخلاق پزشکی به عنوان یک گفتمان خودآگاهانه‌تر پدیدار شد. در انگلستان توماس پرسیوال که یک پزشک و محقق بود، اولین کد اخلاق پزشکی مدرن را تهیه کرد. او در سال ۱۷۹۴ رسالهٔ حاوی کد را تنظیم کرد و در سال ۱۸۰۳ یک نسخه اصلاح شده و تعمیم یافته از آن را به نگارش درآورد، که در این نسخه اصطلاحات و عبارات "اصول اخلاق پزشکی " و "فقه پزشکی " را مطرح نمود. با این حال افرادی هستند و این برداشت را دارند که راهکارهای توماس پرسیوال که مرتبط با مشاوره‌های پزشکی هستند، بشدت حافظ شهرت پزشکان خانواده بنظر می‌رسند. جفری برلنت یکی از چنین منتقدانی است.
در سال ۱۸۱۵ قانون داروسازان و داروفروشان توسط مجلس انگلستان تأیید و تصویب شد. این قانون دوره کارآموزی اجباری و تعیین صلاحیت رسمی را برای داروسازان تحت مجوز انجمن داروسازان تعیین کرده‌است. این مرحله آغاز مقررات حرفه پزشکی در کشور انگلستان بوده‌است.
در سال ۱۸۴۷ انجمن پزشکی آمریکا اولین کد اخلاقی آن را پذیرفت و بخش عمده‌ای از آن را بر اساس فعالیت‌ها و تحقیقات پرسیوال پایه‌گذاری کرد. در شرایطی که رویکرد سکولار عمدتاً از اصول اخلاق پزشکی کاتولیک وام گرفته‌است، در قرن بیستم یک نگاه متمایز لیبرال پروتستانی، توسط اندیشمندانی مثل جوزف فلچر مطرح شده‌است. اکثر مباحث مربوط به اصول اخلاق پزشکی در دهه ۱۹۶۰و۱۹۷۰ بر اساس نظریه‌های آزادی خواهانه و عدالت‌گرایانه، تغییر و تحول چشمگیر و عمده‌ای پیدا کردند و به‌طور عمده‌ای به شکل اصول اخلاق زیستی تغییر شکل یافتند.
موارد مشهور اخلاق پزشکی عبارتند از:
- آزمایش‌های مربوط به امراض پوستی آلبرت کلیگمن
- درمان خواب عمیق
- محاکمه پزشکان
- هنریتا لاکس
- آزمایش‌ها پرتوتابی انسان
- جس جلسینگر(jess gelsinger)
- موراز دانشگاه کالیفرنیا
- برداشتن بخش‌هایی از بدن با جراحی جهت تلاش برای بهبود و اصلاح سلامت ذهنی
- آزمایش‌ها پزشکی بر روی آمریکایی‌های سیاه پوست
- آزمایش میلگرم
- کمیسیون انرژی اتمی ایالات متحده آمریکا
- تزریقات پلوتونیوم
- آزمایش زندان استنفورد
- آزمایش سیفلیس تاسکیگی
- مدرسه دولتی ویلوبروک
- مؤسسه تحقیقات بیمارستان کودکان گرین برگ

از دهه ۱۹۷۰، تأثیر روبه رشد اصول اخلاقی درحوزه پزشکی معاصر را می‌توان در افزایش میزان بررسی سازمانی به منظور ارزیابی آزمایش‌ها صورت گرفته بر روی انسان‌ها، تأسیس و راه اندازی کمیته‌های اصول اخلاقی بیمارستانی، بسط و گسترش نقش اخلاق گرایان بالینی و گنجاندن و یکپارچه‌سازی اصول اخلاقی در قالب دروس دوران تحصیل مدارس پزشکی مشاهده کرد.

## معیارها و ارزش‌ها در اصول اخلاق پزشکی
چارچوب رایج در تحلیل اخلاق پزشکی روش بکارگیری «اصول۴ گانه» است که توسط تام بیوچامپ و جیمز چیلدرس در کتابشان به نام «قوانین اصول اخلاق زیستی پزشکی» فرض مسلم دانسته شده‌است. این روش، ۴ اصل اخلاقی اولیه و ساده را شناسایی می‌کند که در تعامل با یکدیگر سنجیده و داوری می‌شوند و توجه فرد را به سمت حدود و وسعت کاربردشان جلب می‌کنند. این چهار اصل عبارتند از:
1. احترام به خود مختاری و استقلال فردی یعنی بیمار حق دارد روش درمان خود را انتخاب کند یا از آن امتناع کند.
2. سودرسانی یعنی فرد شاغل در این حوزه باید به نفع بیمار و سود او عمل کند.
3. عدم ضرررسانی یعنی به فرد آسیبی وارد نشود.
4. عدالت یعنی مسائل مربوط به توزیع منابع بهداشتی درمانی کمیاب و تصمیم‌گیری در مورد اینکه چه کسی چه درمانی را دریافت می‌کند، عدالت و انصاف و برابری رعایت گردد.

دیگر معیارهایی که گاهی اوقات مورد بحث قرار می‌گیرند عبارتند از:
- احترام گذاشتن به افراد یعنی بیمار حق دارد که با حفظ شأن و احترام تحت درمان قرار گیرد.
- راستگویی و صداقت و مفهوم رضایت آگاهانه از زمان مطرح شدن رویدادهای تاریخی محاکمه پزشکان و آزمایش سیفلیس تاسکیگی اهمیت زیادی پیدا کرده‌است.

ارزش‌ها و معیارهایی همچون موارد فوق پاسخگوی این که چگونه باید در یک موقعیت خاص اقدام مناسب انجام داد، نیستند بلکه قالبی مفید برای درک تعارضات فراهم می‌کنند. زمانی که ارزش‌های اخلاقی در تضاد و تناقض باشند ممکن است یک چالش اخلاقی یا بحران به وجود بیاید. گاهی اوقات هیچ راه حل مناسبی برای مشکل در اصول اخلاق پزشکی وجود ندارد و گاهی معیارها و ارزش‌های جامعه پزشکی (یعنی بیمارستان و کارکنان آن) با ارزش‌های تک تک بیماران، خانواده‌ها، یا یک جامعه غیر پزشکی بزرگتر در تعارض است. این درگیری‌ها همچنین می‌تواند بین فراهم کنندگان خدمات بهداشتی درمانی یا در بین اعضای خانواده به وجود بیاید. برخی به‌طور مثال اینطور استدلال می‌کنند که وقتی بیماران از انجام تزریق خون برای نجات زندگی شان اجتناب می‌کنند اصل خودمختاری و سودرسانی در تقابل با هم قرار می‌گیرند و در خصوص ابتلا به بیماری ایدز نیز تا حد زیادی حقیقت پنهان می‌شود.

### خودمختاری و استقلال فردی
اصل خودمختاری حقوق افراد را برای انجام تصمیم‌گیری فردی تعیین می‌کند. این مسئله در محترم شمردن تک‌تک افراد جامعه و امکان تصمیم‌گیری‌های آگاهانه در مورد موضوعات شخصی توسط خود این افراد برمیگردد. خود مختاری اهمیت بسیار زیادی دارد، ارزش‌های اجتماعی تغییر کرده‌اند تا بتوانند کیفیت و چگونگی مسائل پزشکی را برحسب نتایج و بازده‌ها مشخص کنند، آنچه برای بیماران از شاغلین حوزه پزشکی مهم‌تر است. اهمیت رو به رشد خودمختاری را می‌توان به عنوان یک واکنش اجتماعی به سنت پدرسالارانه در درون نظام سلامت برداشت نمود. برخی پرسیده‌اند که آیا روند واکنش شدید به پدرسالاری افراطی تاریخی، در جهت خودمختاری بیمار، مانع از بهره صحیح از فرایند پدرسالاری ملایم به ضرر بیماران نشده‌است. احترام به خودمختاری اساس رضایت آگاهانه و دستورالعمل مراقبت‌های پیشرفته‌است.
خود مختاری شاخص عمومی سلامت است. مشخصه بسیاری از بیماری‌ها کاهش و فقدان خودمختاری به شیوه‌های گوناگون است. این مسئله باعث می‌شود خودمختاری هم نشانه رفاه و آسایش فردی و هم رفاه و آسایش شغلی باشد. این مقوله دارای نکات ضمنی برای ملاحظه و بررسی اصول اخلاق پزشکیست: " اینکه آیا هدف درمان و مراقبت بهداشتی خوب انجام دادن کاری و سود بردن فردیست؟ "و یا اینکه" هدف درمان و مراقبت بهداشتی خوب انجام دادن کاری برای دیگران و نفع جمعیست ؟" بنا به تعریف اصول اخلاقی یعنی تلاش برای پیدا کردن یک تعادل و موازنه سودبخش بین فعالیت‌های افراد و تأثیر آن بر روی یک جمع گروهی.
با در نظر گرفتن خودمختاری به عنوان یک شاخص سنجش، بهره‌مندی از دیدگاه‌های اخلاقی و پزشکی به‌طور هم‌زمان سلامت را مدنظر دارند. اغلب از روانشناسان و روانپزشکان بالینی خواسته می‌شود تا ظرفیت بیمار را برای انجام تصمیم‌گیری‌های مربوط به مرگ و زندگی در پایان زندگی شان ارزیابی کنند. افراد مبتلا به مشکلات روانی مثل توهم و جنون یا افسردگی بالینی ممکن است ظرفیت انجام تصمیم‌گیری‌های پایان حیات را نداشته باشند؛ بنابراین برای این افراد ممکن است تقاضای اجتناب از درمان بخاطر شرایطشان، در نظر گرفته نشود. مگر اینکه در شرایط مواجهه با یک دستورالعمل مراقبت‌های پیشرفته واضح و مشخص قرار داشته باشیم. افرادی که فاقد ظرفیت روانی هستند عموماً بر حسب بهترین منافع شان تحت درمان قرار می‌گیرند. به عبارت دیگر، افرادی که دارای ظرفیت روانی برای انجام تصمیم‌گیری‌های پایان حیات هستند این حق را دارند تا از درمان اجتناب کنند و یک مرگ زودهنگام را انتخاب کنند. در چنین مواردی، روانشناسان و روانپزشکان به نوعی از این حق حمایت می‌کنند.

### سودرسانی
واژه سودرسانی به اقداماتی اشاره دارد که رفاه و آسایش دیگران را بهبود می‌بخشد. در چارچوب پزشکی، این مفهوم به معنای انجام فعالیت هاییست که به نفع بیماران باشد. با این حال، در مورد این مسئله که انجام دادن چه نوع اقداماتی واقعاً به بیماران کمک می‌کند قطعیتی وجود ندارد و تعریف مشخصی ارائه نشده‌است. جیمز چیلدرس و تام بیوچامپ کتاب قانون اصول اخلاق زیست-پزشکی (۱۹۷۸) سودرسانی را به عنوان یکی از ارزش‌ها و معیارهای اصلی اصول اخلاقی درمان و مراقبت بهداشتی مطرح می‌کنند. برخی محققان و دانشجویان مثل ادموند پلگرینو اینطور استدلال می‌کند که سودرسانی تنها اصل و قانون بنیادی اخلاق پزشکی است. آن‌ها عنوان می‌کنند که شفا دادن و درمان باید تنها هدف حوزه پزشکی باشد و تلاش‌هایی مثل جراحی زیبایی، پیشگیری از بارداری و اتانازی فراتر از این حوزه قرار می‌گیرند.

### عدم ضرررسانی
مفهوم عدم ضرررسانی به معنای وارد نکردن آسیب و صدمه پیش از هر کاری یا اصطلاح لاتین آن به صورت Primum non nocere است. بسیاری افراد اینطور فکر می‌کنند که این مسئله باید دقت نظراصلی و اولیه در فرایند درمان باشد و مهم‌ترین مسئله این است که به بیمارتان صدمه نزنید و بهترین فعالیت را برای آن‌ها انجام دهید. این امر تا حدودی به این برمیگردد که شاغلین مشتاق این حوزه تمایل دارند تا از درمانهایی استفاده کنند که معتقدند به خوبی عمل می‌کنند، بدون آنکه در ابتدای امر آن را به درستی و کفایت ارزیابی کرده باشند و مطمئن شوند که صدمه‌ای وارد نمی‌کند. اکثر آسیب‌های اعمال شده در مورد بیماران در نتیجه بیان بعضی مطالب پیش می‌آید مثل اینکه " درمان و معالجه موفقیت‌آمیز بوده‌است، اما بیمار فوت کرده‌است." نه تنها مهم است که صدمه‌ای به بیمار وارد نشود و همه اقدامات به خوبی صورت گیرد، بلکه دانستن این مسئله هم مهم است که آیا درمان انتخابی شما ممکن است به یک بیمار صدمه بزند و چگونه؛ بنابراین یک پزشک نباید نسخه‌های دارویی را تجویز کند که می‌داند خطرناک هستند، او نباید داروهایی را تجویز کند یا درمانی انجام دهد پیش از اینکه بداند ضرری ندارد یا ضررش بسیار کم است و نفع بیمار را درک نموده و اینکه منافع حاصل از درمان بیش از خطرات آن است. با این حال، در عمل بسیاری از درمان‌ها خطراتی را به دنبال دارند. در بعضی موارد و موقعیت‌ها مثل شرایط خیلی ناامیدانه که کسب نتیجه بدون اقدام درمانی دشوار خواهد بود، درمان‌های خطرناکی که دارای احتمال بالایی از آسیب‌رسانی به بیمار دارند قابل توجیه خواهند شد و عدم درمان نیز به احتمال زیاد خطرات و صدماتی را ایجاد می‌کند؛ بنابراین اصل عدم ضرررسانی مطلق و کامل نیست و موازنه در مقابل اصل سودرسانی (خوب انجام دادن کاری) به عنوان نتایج این دو قاعده در کنار هم اغلب باعث ایجاد یک اثر دوگانه می‌شود.
با توجه به شرایط توافق یا اجماع فرهنگی (در نظام اجتماعی، قانونی، سیاسی و مذهبی) تعریف قانونی عدم ضرررسانی متفاوت است. تخلف از اصل عدم ضرررسانی موضوع دادخواهی قصور و کوتاهی پزشکی است؛ بنابراین با توجه به دوره تاریخی و نوع ملت‌ها، مقررات متفاوت است.

## اثر دوگانه
اثر دوگانه به دو نوع پیامدی اشاره می‌کند که ممکن است حاصل یک اقدام واحد باشد، در اخلاق پزشکی این فرایند معمولاً به عنوان تأثیر ترکیبی سودرسانی و عدم ضرررسانی تلقی شده‌است. یک نمونه ذکر شده در مورد این پدیده استفاده از داروی مورفین یا دیگر مسکن‌ها در بیمار در حال مرگ است. استفاده از مورفین می‌تواند در کاهش درد و رنج بیمار دارای تأثیر مثبت باشد در حالیکه هم‌زمان نیز دارای تأثیر زیان‌آور است و از طریق سرکوب سیستم تنفسی مرگ بیمار را تسریع می‌کند.

## تعارضات بین خودمختاری، سودرسانی و عدم ضرررسانی
زمانی که بیماران با توصیه‌های کادر بهداشتی درمانی مخالفت می‌کنند خود مختاری و استقلال فردی با اصل سودرسانی تناقض پیدا می‌کند. زمانی که منافع بیمار با رفاه و آسایش بیمار تناقض داشته باشد جوامع گوناگون این تعارض را از طرق وسیعی مورد بررسی قرار می‌دهند. حوزه پزشکی غربی عموماً به آرزوها و تمایلات بیماری اشاره دارد که از نظر روانی صلاحیت لازم برای تصمیم‌گیری را داراست، حتی در مواردی که تیم پزشکی معتقدند او قادر نیست به نفع خودش فعالیتی انجام دهد. با این حال، بسیاری از جوامع دیگر سودرسانی را بر خودمختاری ارجح می‌دانند و مهم‌تر در نظر می‌گیرند. مثال‌هایی از این قبیل شامل زمانی است که بیمار بخاطر باورها و اعتقادات فرهنگی یا مذهبی از درمان اجتناب می‌کند. در مورد موضوع اتانازی، بیمار یا بستگان یک بیمار ممکن است بخواهند زندگی بیمار را به پایان برسانند. همچنین ممکن است بیمار یک درمان غیرضروری را تقاضا کند، مانند مورد اضطراب و افسردگی حاد یا عمل جراحی زیبایی؛ در این حالت ممکن است لازم باشد که پزشک تمایلات و خواسته‌های بیمار را بخاطر احتمال خطرات بالقوهٔ غیرضروری پزشکی در مقابل خودمختاری آگاهانه بیمار نسبت به موضوع متعادل کند. ممکن است پزشک خودمختاری را ترجیح دهد زیرا اجتناب از خواست بیمار به رابطه پزشک و بیمار صدمه خواهد زد.
در طول حل تعارض بین خودمختاری و سودرسانی ممکن است ظرفیت افراد برای تصمیم‌گیری آگاهانه مورد بحث قرار گیرد. نقش تصمیم گیرنده‌های پزشکی جانشین گسترش اصل خود مختاریست. به عبارت دیگر، ممکن است خودمختاری و سودرسانی/عدم ضرررسانی هم پوشانی داشته باشند. برای مثال ممکن است نقض خودمختاری فرد باعث کاهش اعتماد و اطمینان جوامع و گروه‌ها به خدمات پزشکی شود و بعدها این افراد کمتر تمایل به جستجوی حمایت داشته باشند و این مسئله نیز به نوبه خود باعث عدم توانایی برای اِعمال اصل سودرسانی می‌شود. سودرسانی یک تعهد ارزشمند برای بعضی افرادست. کسانی که می‌خواهند سختی‌ها را پشت سر گذاشته و تحت شرایط و موقعیت‌های سخت وظیفه خود را تمام کمال انجام دهند، موقعیت‌هایی که به‌طور مستقیم با افراد جویای اتانازی مرتبط نیست. همچنین ممکن است اصول خودمختاری و سودرسانی / عدم ضرررسانی یافته و اثرات آن‌ها بر بستگان بیماران یا حتی پرسنل درمانی، کل جامعه و حوزه اقتصادی در حین تصمیم‌گیری پزشکی را نیز در بربگیرند.

## اوتانازی
برخی پزشکان آمریکایی اصل عدم ضرررسانی را برای به‌طور استثنا تفسیر می‌کنند، اگرچه همه در این مورد توافق ندارند. احتمالاً افراطی‌ترین مثال در تاریخ اخیر تخلف از حکم عدم ضرررسانی موضوع پرونده دکتر جک کورکیان بوده‌است، کسی که به یک مورد قتل درجه دوم در ایالت میشیگان در سال ۱۹۹۸ محکوم شده بود آن هم بعد از اعلان و اثبات یک مورد اوتانازی فعال در یک برنامه خبری ۶۰ دقیقه‌ای تلویزیونی. در بعضی کشورها مثل هلند اوتانازی به عنوان یک اقدام پزشکی استاندارد مورد قبول واقع شده‌است. مقررات قانونی، این مقوله را به حرفه پزشکی محول کرده‌اند. در برخی ملل، هدف این کار تسکین و کاهش درد و رنج بیماران بخاطر ابتلا به یک بیماری غیرقابل علاج به وسیلهٔ روش‌های شناخته شده در آن فرهنگ است. از این جهت، مقوله عدم ضرررسانی این‌گونه تبیین شده‌است: عدم توانایی کارشناسان پزشکی برای ارائه کمک و حمایت به بیمارانی که دارای رنج و عذاب شدید در مورد بیماری خود هستند.

## رضایت آگاهانه
رضایت آگاهانه در اصول اخلاقی معمولاً «به این ایده اشاره می‌کند که یک شخص باید کاملاً» در مورد منافع و خطرات بالقوه روش درمانی انتخابی خود آگاهی داشته باشد و آن را درک کند. یک فرد ناآگاه و بی‌خبر در معرض خطر یک انتخاب نادرست است، انتخابی که خواسته‌ها و تمایلات او را منعکس نمی‌کند. این فرایند به‌طور خاصی به معنای کسب رضایت یا نیازهای قانونی خاص نیست، چرا که این مسائل در هر مکان و موقعیتی متفاوت است. بیماران می‌توانند خودشان تصمیم‌گیری‌های پزشکی شان را انجام دهند یا اختیار تصمیم‌گیری را به شخص دیگری محول کنند. اگر بیمار ناتوان باشد، قوانین موجود در اطراف دنیا فرایندهای گوناگونی را برای کسب رضایت آگاهانه در نظر گرفته‌اند، به‌طور مثال انتخاب یک نفر از سوی بیمار یا خویشاوندانش برای تصمیم‌گیری. ارزش رضایت آگاهانه به خودمختاری و حقیقت گویی وابسته است. یک اصطلاح قرین یا دارای هم بستگی با رضایت آگاهانه مفهوم «اجتناب و پرهیز آگاهانه» است.